# Louis-Eugène Francqueville
Louis-Eugène Francqueville, né à Aizecourt-le-Haut (Somme) le 13 février 1845 et mort à Rodez (Aveyron) le 9 décembre 1905, est un ecclésiastique français du XXe siècle qui a été évêque de Rodez de 1899 à 1905.

## Biographie

### Enfance et études
Louis-Eugène Francqueville est né le 13 février 1845 à Aizecourt-le-Haut. Son père était instituteur. Sa famille déménage à Cagny. Il entre au petit séminaire de Saint Riquier  puis au séminaire Saint Sulpice. Il devient professeur d'histoire au petit séminaire de Saint Riquier en attendant d'être ordonné prêtre. Il est ordonné prêtre le 6 juin 1868. En septembre 1870, il devient vicaire du collégial Saint-Vulfran d'Abbeville. En 1877, il part à Rome pour préparer son doctorat de théologie et de droit canon au collège romain. En 1880, il devient vicaire de la paroisse Saint-Jacques à Amiens. Il est nommé à l'Académie d'Amiens dont il deviendra secrétaire perpétuel. Son discours de réception portait sur le pessimisme. Il est nommé professeur d'histoire au lycée La Providence d'Amiens en remplacement d'Augustin Crampon de 1880 à 1885. En 1886, il est nommé aumônier des sœurs de l'Espérance. En 1893, il est nommé aumônier du lycée d'Amiens et devient chanoine à la cathédrale par René François Renou. Le 4 décembre 1893, il rejoint la Société des antiquaires de Picardie. Il est nommé vicaire général d'Amiens en 1896 par Jean-Marie-Léon Dizien.

### Évêque de Rodez
Le 2 mars 1900, Jean-Marie-Léon Dizien publie une lettre pastorale pour le sacre de Louis-Eugène Francqueville. Jean-Augustin Germain a publié une ordonnance selon laquelle le Veni Creator devra être chanté avant la messe.
Il est ordonné évêque le 11 mars 1900 en la cathédrale d'Amiens par Jean-Marie-Léon Dizien (évêque d'Amiens). Son sacre devait avoir lieu le 24 février pour que le maximum de membres du clergé puissent être présents mais il n'a pas pu avoir les bulles pontificales à temps. Les évêques présents sont :
Jean-Augustin Germain (archevêque de Toulouse), Firmin-Léon-Joseph Renouard (évêque de Limoges), Bon-Arthur-Gabriel Mollien (évêque de Chartres), Amédée Latieule (évêque de Vannes) et le vicaire apostolique du Kouang-Si oriental. Une douzaine de prêtres du diocèse de Rodez sont aussi présents. Après le sacre, un banquet a été organisé avec les personnalités présentes à la cérémonie du sacre.
Le 4 avril 1900, il se rend pour la première fois au diocèse de Rodez. Il est arrivé en train de Paris à la gare de Capdenac vers sept heures. Le vicaire général et le secrétaire général l'ont reçu puis il est parti en train à Rodez,.
Le 27 juillet 1900, il participe à la remise des prix des écoles Saint-Amans et Notre-Dame au grand séminaire de Rodez.

### Mort et inhumation
Il est mort le 9 décembre 1905 à Rodez.
Il est inhumé à la cathédrale de Rodez. La cérémonie a été présidée par Jean-Augustin Germain. Six autres évêques sont présents dont l'évêque d'Amiens qui a dit l'oraison funèbre.

## Insignes

### Armories
| Blason | Blasonnement : D'or à la croix haute tréflée et cerclée de geule, posée sur un emontagne de sinople et accostée de 2 étoiles de geules. Commentaires : La croix tréflée représente le chapitre d'Amiens et la montagne représente l'Académie d'Amiens. |

### Crosse
La crosse de Louis-Eugène Francquville se trouve au trésor de la cathédrale d'Amiens. Elle a été créée en 1877 par l'orfèvre Pierre Leroux. L'inscription sur la douille « La paroisse de Villers-sur-Mareuil à Mgr Francqueville » laisse penser que c'est elle qui lui a offerte. Elle a été offerte le 31 juillet 1906 par Jean-Marie-Léon Dizien au séminaire de Saint-Riquier.

## Publications
- Louis-Eugène Francqueville, La Famille et l'Église catholique : Influence de Jésus-Christ, de l'Église et de la grâce sur la société domestique, Lille, Desclée de Brouwer et Cie, 1882, 527 p..
- Louis-Eugène Francqueville, La Souffrance et l'Église catholique : Enseignements de Jésus-Christ sur nos douleurs, Arras, Sueur-Charruey et Delville, 1885, 538 p..
- Louis-Eugène Francqueville, Que faisons-nous de l'Évangile : Devoir pour tout chrétien d'exercer sur la société une influence chrétienne, Arras, Sueur-Charruey, 1889, 437 p..
- Louis-Eugène Francqueville, Aimons notre paroisse : Motifs et moyens d'être de bons paroissiens, Arras, Sueur-Charruey, 1893, 426 p..